# Tephrina epimysaria
Tephrina epimysaria är en fjärilsart som beskrevs av Obraztsov 1934. Tephrina epimysaria ingår i släktet Tephrina och familjen mätare. Inga underarter finns listade i Catalogue of Life.